# Liesa
Liesa es una localidad de la comarca Hoya de Huesca que pertenece al municipio de Siétamo en la provincia de Huesca, España. Situada en un valle bastante llano, su distancia a Huesca es de 18 km. 

## Toponimia
Su nombre proviene del término latino de eclesia, que derivando por el término aragonés ilesia y más adelante, debido al románico, por iliesia, se llegó al nombre actual, liesa.

## Geografía humana

### Demografía
| Gráfica de evolución demográfica de Liesa entre 1842 y 1970 |
| |
| Población de derecho según los censos de población del INE Población de hecho según los censos de población del INEEntre el censo de 1981 y el anterior, este municipio desaparece porque se integra en el municipio 22222 (Siétamo) |

| 1857 | 1877 | 1897 | 1920 | 1950 | 1970 | 2000 | 2010 |
| ---- | ---- | ---- | ---- | ---- | ---- | ---- | ---- |
| 291  | 283  | 322  | 281  | 197  | 107  | 69   | 36   |

## Historia
- En 1153 el obispo Dodón de Huesca dio a Ferriz toda la iglesia de Liesa, reservándose el cuarto y cena episcopales (DURÁN, Colección diplomática de la catedral de Huesca, nº. 205)
- El 3 de agosto de 1357 pertenecía a Teresa Díez de Mendoza (SINUÉS, nº. 320)

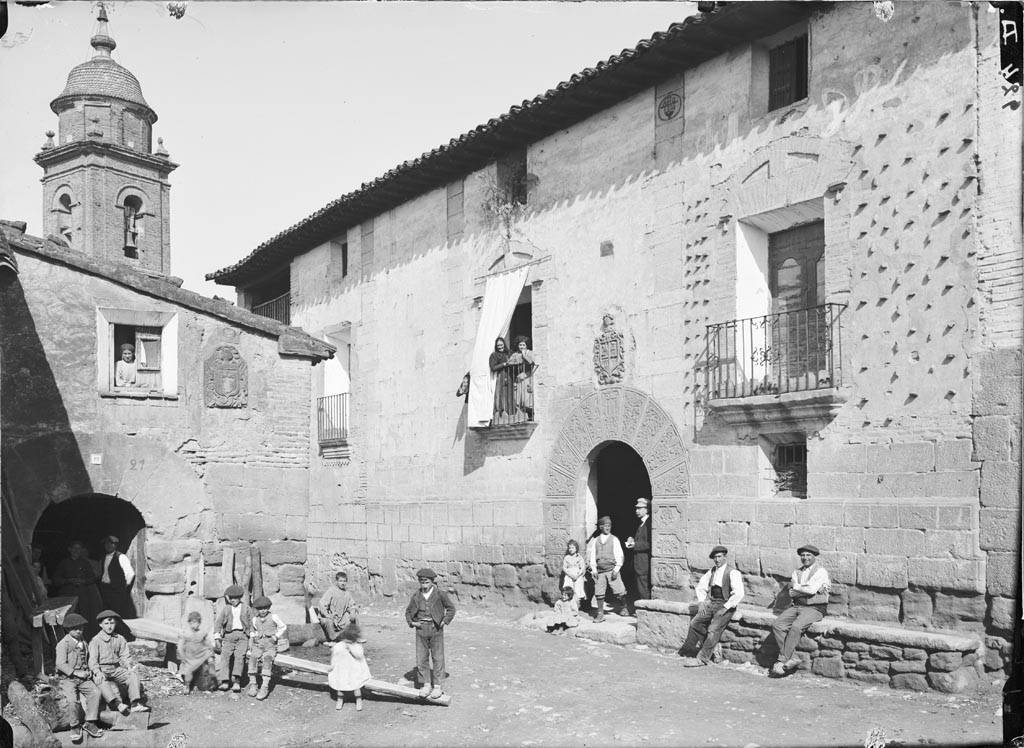
Casa Guiral, de Liesa, en 1908

- Casa Guiral, de Liesa, en 1908El 22 de febrero de 1389 era de Miguel de Gurrea (UBIETO ARTUR, Nobiliario, p. 382)
- En el siglo XVI era de Juan Gurrea (DURÁN, Geografía, p. 68)
- En 1610 era de Gaspar de Gurrea (LABAÑA, p. 60)
- 1970 - 1980 se unió a Siétamo

## Monumentos

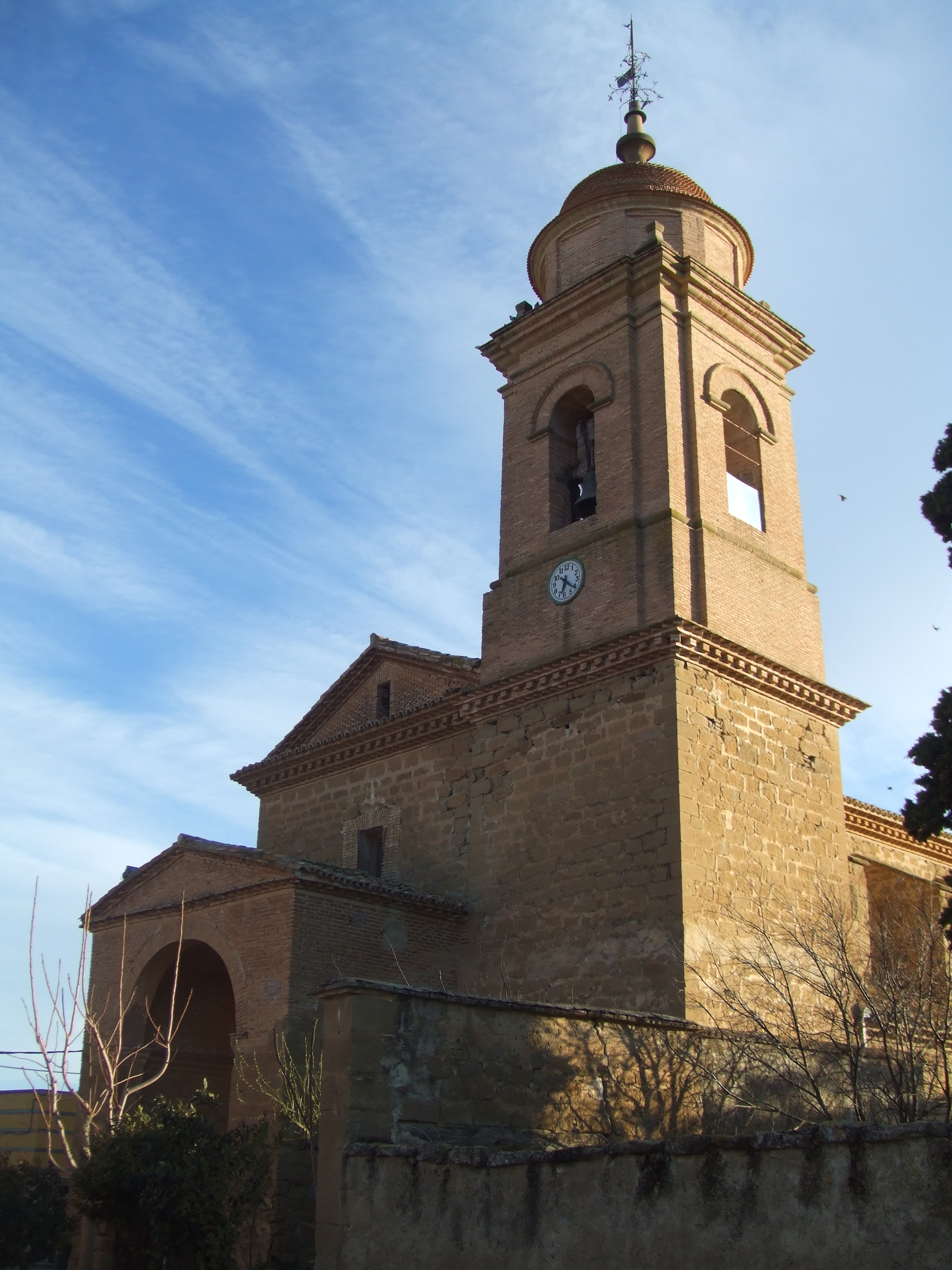
Iglesia parroquial de Liesa.

### Monumentos religiosos

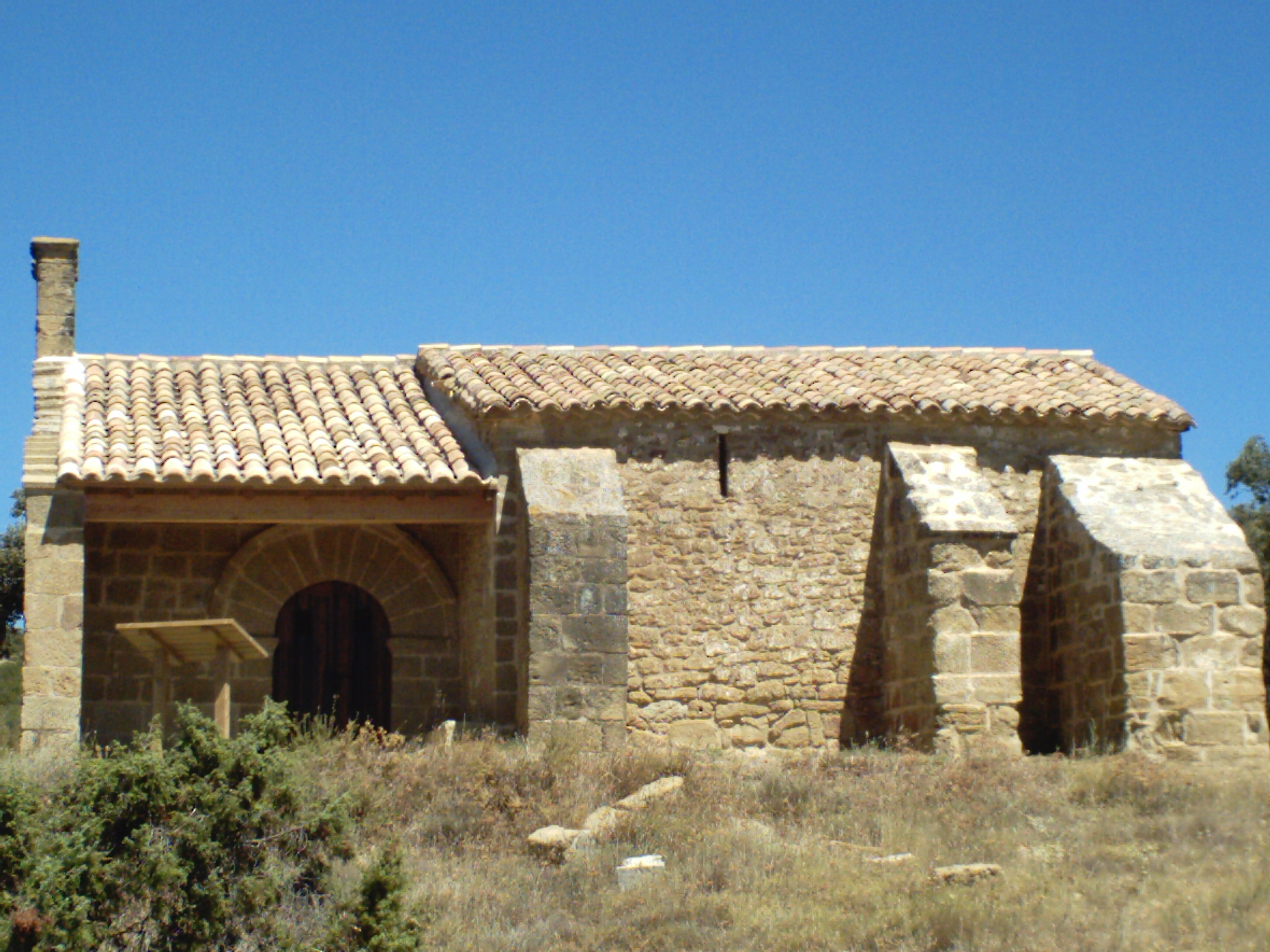
Ermita de Santa María del Monte

- Iglesia parroquial dedicada a San Pedro
- Ermita de San Pedro Mártir
- Ermita de Santa María del Monte (Declarada Monumento Nacional en 1931)

### Monumentos civiles
- Casa Marqués del siglo XVIII
- Casa Launa (construcción original de 1795)
- Yacimiento hispano-visigodo.